# Jeff Capel
Felton Jeffrey Capel II, meglio noto come Jeff Capel II (Southern Pines, 6 gennaio 1953 – Durham, 13 novembre 2017), è stato un allenatore di pallacanestro statunitense.
Era il padre di Jeff Capel III e di Jason Capel.